# 13278 Grotecloss
13278 Grotecloss este un asteroid din centura principală de asteroizi.

## Descriere
13278 Grotecloss este un asteroid din centura principală de asteroizi. A fost descoperit pe 17 august 1998 la Socorro, New Mexico, în cadrul proiectului LINEAR. Asteroidul prezintă o orbită caracterizată de o semiaxă mare de 2,42 ua, o excentricitate de 0,19 și o înclinație de 2,1° în raport cu ecliptica.